# Kaukasisk ovtcharka
Kaukasisk ovtcharka  (FCI# 328 Kavkazskaïa ovtcharka) er en stor vagthund af molossertypen. Den stammer fra Kaukasus-bjergene, hvor den er blevet brugt til at vogte kvæg og ejendele gennem århundreder. Rusland regnes som hunderacens hjemland.

## Raceforbud
Kaukasisk ovtcharka er en forbudt hunderace i Danmark. Forbuddet gælder både besiddelse og avl. Ydermere er det forbudt at avle krydsninger.
Den 1. juli 2010 blev den nuværende hundelov vedtaget i det danske Folketing, hvor racen kaukasisk ovtcharka blev inkluderet i listen over forbudte hunde, der således blev ulovliggjort. Dog eksisterer der en såkaldt overgangsordning for hundeejere, som allerede på tidspunktet for vedtagelse af hundeforbuddet var i besiddelse af racen.

## Udstillingsforbud
Justitsministeriet har meddelt Dansk Kennelklub (DKK), at det ikke er tilladt at udstille forbudte hunderacer uden mundkurv. DKK har derpå valgt, at kaukasisk ovtcharka ikke kan udstilles.